# رولت روسی

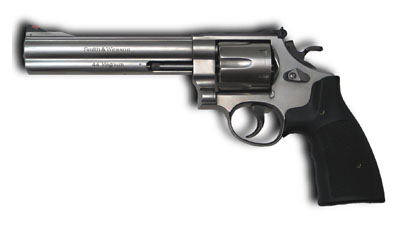
هفت‌تیر مورد استفاده در رولت روسی

رولت روسی (روسی: Русская рулетка) نام نوعی شرط‌بندی بر زندگی یا مرگ است که طی آن، شرکت‌کنندگان یک گلوله در هفت‌تیری با ظرفیتی از یک تا پنج گلوله و معمولاً شش گلوله قرار می‌دهند و بقیه را خالی می‌گذارند. سپس خشاب چندین بار چرخانده می‌شود تا نتوان فهمید گلوله کجاست. سپس لولهٔ هفت‌تیر را بر روی شقیقهٔ خود می‌گذارند و ماشه را می‌کشند. عبارت «رولت روسی» نخستین بار توسط نویسنده‌ای آمریکایی در سال ۱۹۳۷ به کار رفت. در حالت کلاسیک، پس از هر بار فشردن ماشه (و دادن هفت‌تیر به نفر بعد)، خشاب دوباره چرخانده می‌شود. در این حالت، احتمال شلیک‌شدن گلوله در هر دست، یک‌ششم یا تقریباً ۱۶٫۶۷ درصد است. در نوع دیگر، که پس از هر بار فشردن ماشه خشاب چرخانده نمی‌شود، هر بار احتمال اینکه با فشردن ماشه گلوله شلیک بشود، طبق قوانین احتمال، بدین‌ترتیب افزایش می‌یابد:
| مرحله ‌ | احتمال شلیک‌شدن گلوله |
| ۱ -->  | ۱۶.۶۷                |
| ۲ -->  | ۲۰                   |
| ۳ -->  | ۲۵                   |
| ۴ -->  | ۳۳.۳۳                |
| ۵ -->  | ۵۰                   |
| ۶ -->  | ۱۰۰                  |